# Pleure, ô pays bien-aimé (film, 1995)
Pour le roman original, voir Pleure, ô pays bien-aimé.
Pour plus de détails, voir Fiche technique et Distribution.
Pleure, ô pays bien-aimé (Cry, the Beloved Country) est un film sud-africano-américain réalisé par Darrell Roodt, sorti en 1995 aux États-Unis et en 1999 en France.
Le film est tiré du roman Pleure, ô pays bien-aimé (1948) de Alan Paton, qui dénonce  la ségrégation raciale dont sont victimes les Noirs au début de l'apartheid en Afrique du Sud.
C'est un remake du film homonyme réalisé en 1952 par Zoltan Korda, avec Canada Lee, Sidney Poitier et Charles Carson.

## Synopsis
Le vieux pasteur Stephen Kumalo (James Earl Jones) se rend à Johannesbourg pour y retrouver son fils disparu. Arrivé là-bas il rencontre la misère et apprend que son fils est devenu un criminel recherché pour meurtre, et que sa sœur a été contrainte de se prostituer.
Dans ce début d'apartheid, les propriétaires blancs, tels que James Jarvis (Richard Harris), prennent peu à peu le contrôle des moindres richesses du pays, entraînant la haine des populations noires.

## Fiche technique
- Titre : Pleure, ô pays bien-aimé
- Titre original : Cry, the Beloved Country
- Réalisation : Darrell Roodt
- Scénario : Ronald Harwood, d'après le roman d'Alan Paton
- Production : Anant Singh, Harry Alan Towers, Helena Spring (exécutif)
- Société de production : Miramax Films, Alpine Pty Limited, Distant Horizons
- Société de distribution : Miramax Films, Capitol Films
- Musique : John Barry
- Photographie : Paul Gilpin
- Montage : David Heitner
- Direction artistique : Roland Hunter
- Décors : David Barkham et Roland Hunter
- Costumes : Ruy Filipe
- Pays d'origine :  Afrique du Sud,  États-Unis
- Langue :Anglais
- Format : Couleur - 1,85:1 - Dolby - 35 mm
- Genre : Drame
- Durée : 106 minutes
- Date de sortie :
  -  15 décembre 1995
  -  16 juin 1999

## Distribution
Légende : V. Q. = Version Québécoise
- James Earl Jones (V. Q. : André Montmorency) : Stephen Kumalo
- Richard Harris (V. Q. : Ronald France) : James Jarvis
- Charles S. Dutton (V. Q. : Benoit Rousseau) : John Kumalo, frère de Stephen
- Vusi Kunene : Révérend Msimangu
- Tsholofelo Wechoemang : l'enfant
- Ramalao Makhene :
- John Whiteley : Père Vincent
- Dolly Rathebe : Mme. Kumalo, femme de Stephen
- Jennifer Steyn : Mary Jarvis, femme d'Arthur
- Eric Miyeni (V. Q. : Antoine Durand) : Absolom Kumalo
- Abigail Kubeka : Madame Mkize

## Autour du film

### Contexte historique
La politique d'apartheid se voulait l'aboutissement institutionnel d'une politique et d'une pratique jusque-là empirique de ségrégation raciale, élaborée en Afrique du Sud depuis la fondation de la colonie du Cap en 1652. Avec l'apartheid, le rattachement territorial (puis la nationalité) et le statut social dépendaient du statut racial de l'individu.

### Réception
Le film a rapporté 676 525 $ aux États-Unis.
En regard du box-office, le film est noté à 79 % sur le site Rotten Tomatoes et est évalué à 2 étoiles sur 4 sur le site d'Allociné. 
Le magazine Télérama a écrit la critique suivante :

« Huit ans après l'abolition de l'apartheid, le réalisateur ne parvient ni à raviver l'universalité du roman, ni à tirer ce dernier vers le bilan-mémorial d'une ère (heureusement) révolue. »

— Louis Guichard
De plus, le critique américain du Chicago Sun-Times écrivit :

« "Cry, the Beloved Country" reflète le sentimentalisme qui motive beaucoup de gens, mais échoue à montrer ce que c'était de vivre en Afrique du Sud, ce qui s'est passé et ce qu'il en est aujourd'hui. »

— Roger Ebert, Chicago Sun-Times, le 20 décembre 1995.

### Remake
Le roman Pleure, ô pays bien-aimé d'Alan Paton a d'abord été adapté au cinéma en 1952 par le romancier lui-même (même titre, réalisation de Zoltan Korda). Précédemment, il avait été adapté en 1949 sous forme de « tragédie musicale » par Kurt Weill et Maxwell Anderson, sous le titre Lost in the Stars (tragédie portée au cinéma en 1974 sous le même titre, réalisation de Daniel Mann).

### Bande originale
La bande originale a été composée par John Barry :
1. Letter
2. Beginning of the Journey
3. Train to Johannesburg
4. You've Been Robbed
5. Emaxambeni - Havana Swingsters
6. I've Been a Bad Woman!
7. Is It My Son?
8. He Was Our Only Child
9. What Sort of Life Did They Lead
10. Hamba Notsokolo - Dorothy Masuka
11. Bastards -- Bloody Bastards
12. Did It Seem Heavy?
13. Cry, Cry the Beloved Country
14. Christ, Forsake Me Not
15. Boys Club
16. We Taught Him Nothing
17. Amazing Grace - Ladysmith Black Mambazo
18. Go Well Umfundisi
19. Do Not Spoil My Pleasure
20. It Is My Son -- That Killed Your Son

La chanteuse Enya a également composé et interprété, sur des paroles de Roma Ryan, la chanson "Exile" en 1991, reprise dans le film.

## Distinctions

### Récompenses
- Kansas City Film Critics Circle Awards : meilleur acteur (James Earl Jones)

### Nominations
- Image Awards : meilleur film ; meilleur acteur dans un rôle principal (James Earl Jones) ; meilleur acteur dans un rôle secondaire (Charles S. Dutton)
- Screen Actors Guild Awards : meilleur acteur dans un rôle principal (James Earl Jones)